# Ancona Calcio 1991-1992
Questa voce raccoglie le informazioni riguardanti l'Ancona Calcio nelle competizioni ufficiali della stagione 1991-1992.

## Stagione
Nella stagione 1991-1992 l'Ancona, affidata al riconfermato tecnico Vincenzo Guerini, disputa il campionato di Serie B. Nonostante non goda alla vigilia,dei favori dei pronostici, la squadra si è dapprima inserita nella lotta per la promozione e ha poi raggiunto il terzo posto con 45 punti in classifica, che gli ha permesso di approdare per la prima volta nella sua storia in Serie A; sono salite in massima divisione anche il Brescia, il Pescara e l'Udinese.
I biancorossi hanno coronato il sogno promozione con un percorso costante e senza cedimenti, sommando 23 punti nel girone di andata e 22 in quello di ritorno. Nella Coppa Italia l'Ancona ha superato il Barletta nel primo turno, mentre ha ceduto il passo al Torino nel secondo turno.
Sugli scudi i due attaccanti anconetani Sandro Tovalieri e Mauro Bertarelli, entrambi a segno 9 volte in campionato e due volte in Coppa Italia. 

## Rosa
| N. |                   | Ruolo | Calciatore          |
| -- | ----------------- | ----- | ------------------- |
|    | Italia (bandiera) | A     | Mauro Bertarelli    |
|    | Italia (bandiera) | D     | Andrea Bruniera     |
|    | Italia (bandiera) | A     | Eupremio Carruezzo  |
|    | Italia (bandiera) | C     | Franco Ermini       |
|    | Italia (bandiera) | C     | Gianluca De Angelis |
|    | Italia (bandiera) | D     | Giovanni Deogratias |
|    | Italia (bandiera) | D     | Stefano Fontana     |
|    | Italia (bandiera) | C     | Massimo Gadda       |
|    | Italia (bandiera) | D     | Roberto Lorenzini   |
|    | Italia (bandiera) | C     | Fabio Lupo          |

| N. |                   | Ruolo | Calciatore            |
| -- | ----------------- | ----- | --------------------- |
|    | Italia (bandiera) | D     | Salvatore Mazzarano   |
|    | Italia (bandiera) | P     | Davide Micillo        |
|    | Italia (bandiera) | P     | Alessandro Nista      |
|    | Italia (bandiera) | C     | Marco Pecoraro Scanio |
|    | Italia (bandiera) | D     | Paolo Siroti          |
|    | Italia (bandiera) | D     | Sean Sogliano         |
|    | Italia (bandiera) | A     | Sandro Tovalieri      |
|    | Italia (bandiera) | A     | Stefano Turchi        |
|    | Italia (bandiera) | C     | Sebastiano Vecchiola  |

## Risultati

### Serie B

#### Girone di andata
| Arbitro: | Merlino (Torre del Greco) |

|            |           |          |
| Longhi 53’ | Marcatori | 25’ Lupo |

| Arbitro: | Dinelli (Lucca) |

|                 |           |              |
| Ermini 58’, 81’ | Marcatori | 11’ De Vitis |

| Arbitro: | Scaramuzza (Mestre) |

|                                |           |  |
| Mazzarano 37’ Serra 47’ (aut.) | Marcatori |  |

| Arbitro: | De Angelis (Civitavecchia) |

|                            |           |  |
| Ferrante 17’ Scarafoni 65’ | Marcatori |  |

| Arbitro: | Fabricatore (Roma) |

|                                    |           |  |
| Carruezzo 87’ Tovalieri 90’ (rig.) | Marcatori |  |

| Taranto 6 ottobre 1991 6ª giornata | Taranto            | 0 – 0 | Ancona | Stadio Erasmo Iacovone\| Arbitro: \| Rodomonti (Teramo) \| |
| Arbitro:                           | Rodomonti (Teramo) |       |        |                                                            |

| Arbitro: | Chiesa (Milano) |

|                                       |           |                               |
| Tovalieri 17’ (rig.), 34’ (rig.), 78’ | Marcatori | 29’ Bosi 71’ (rig.) Provitali |

| Lucca 20 ottobre 1991 8ª giornata | Lucchese         | 0 – 0 | Ancona | Stadio Porta Elisa\| Arbitro: \| Cardona (Milano) \| |
| Arbitro:                          | Cardona (Milano) |       |        |                                                      |

| Arbitro: | Boemo (Cervignano del Friuli) |

|                                     |           |  |
| Bertarelli 23’ Sgarbossa 28’ (aut.) | Marcatori |  |

| Arbitro: | Fucci (Salerno) |

|                  |           |          |
| P. Bresciani 52’ | Marcatori | 45’ Lupo |

| Arbitro: | Cornieti (Forlì) |

|                                    |           |                |
| Tovalieri 28’ (rig.) Lorenzini 39’ | Marcatori | 43’ Ceramicola |

| Arbitro: | Felicani (Bologna) |

|                |           |                              |
| Bortoluzzi 80’ | Marcatori | 64’ Lorenzini 84’ Bertarelli |

| Arbitro: | Pairetto (Nichelino) |

|                |           |                      |
| Bertarelli 19’ | Marcatori | 12’ (aut.) Mazzarano |

| Arbitro: | Ceccarini (Livorno) |

|                 |           |                             |
| Nobile 15’, 79’ | Marcatori | 2’ Tovalieri 71’ Bertarelli |

| Messina 8 dicembre 1991 15ª giornata | Messina         | 0 – 0 | Ancona | Stadio Giovanni Celeste\| Arbitro: \| Cesari (Genova) \| |
| Arbitro:                             | Cesari (Genova) |       |        |                                                          |

| Ancona 15 dicembre 1991 16ª giornata | Ancona           | 0 – 0 | Brescia | Stadio Dorico\| Arbitro: \| Lanese (Messina) \| |
| Arbitro:                             | Lanese (Messina) |       |         |                                                 |

| Cosenza 22 dicembre 1991 17ª giornata | Cosenza                   | 0 – 0 | Ancona | Stadio San Vito\| Arbitro: \| Pezzella (Frattamaggiore) \| |
| Arbitro:                              | Pezzella (Frattamaggiore) |       |        |                                                            |

| Arbitro: | Nicchi (Arezzo) |

|  |           |                          |
|  | Marcatori | 3’ Turkyilmaz 33’ Troscè |

| Arbitro: | Mughetti (Cesena) |

|           |           |  |
| Balbo 52’ | Marcatori |  |

#### Girone di ritorno
| Arbitro: | Arena (Ercolano) |

|                              |           |  |
| Vecchiola 28’ Bertarelli 63’ | Marcatori |  |

| Piacenza 2 febbraio 1992 21ª giornata | Piacenza            | 0 – 0 | Ancona | Stadio Galleana\| Arbitro: \| Scaramuzza (Mestre) \| |
| Arbitro:                              | Scaramuzza (Mestre) |       |        |                                                      |

| Caserta 9 febbraio 1992 22ª giornata | Casertana        | 0 – 0 | Ancona | Stadio Alberto Pinto\| Arbitro: \| Lanese (Messina) \| |
| Arbitro:                             | Lanese (Messina) |       |        |                                                        |

| Arbitro: | Bettin (Padova) |

|                     |           |  |
| Bertarelli 11’, 37’ | Marcatori |  |

| Avellino 23 febbraio 1992 24ª giornata | Avellino            | 0 – 0 | Ancona | Stadio Partenio\| Arbitro: \| F. Baldas (Trieste) \| |
| Arbitro:                               | F. Baldas (Trieste) |       |        |                                                      |

| Ancona 1º marzo 1992 25ª giornata | Ancona               | 0 – 0 | Taranto | Stadio Dorico\| Arbitro: \| Trentalange (Torino) \| |
| Arbitro:                          | Trentalange (Torino) |       |         |                                                     |

| Modena 15 marzo 1992 26ª giornata | Modena           | 0 – 0 | Ancona | Stadio Alberto Braglia\| Arbitro: \| Arena (Ercolano) \| |
| Arbitro:                          | Arena (Ercolano) |       |        |                                                          |

| Arbitro: | Rodomonti (Macerata) |

|                       |           |             |
| Lupo 9’ Tovalieri 85’ | Marcatori | 2’ Rastelli |

| Arbitro: | Nicchi (Arezzo) |

|              |           |               |
| De Falco 54’ | Marcatori | 31’ Carruezzo |

| Arbitro: | Rosica (Roma) |

|           |           |             |
| Ermini 4’ | Marcatori | 43’ Rizzolo |

| Lecce 12 aprile 1992 30ª giornata | Lecce           | 0 – 0 | Ancona | Stadio Via del Mare\| Arbitro: \| Fucci (Salerno) \| |
| Arbitro:                          | Fucci (Salerno) |       |        |                                                      |

| Arbitro: | Cardona (Milano) |

|                                     |           |             |
| Tovalieri 47’ Bertarelli 61’ (rig.) | Marcatori | 55’ Paolino |

| Arbitro: | D'Elia (Salerno) |

|              |           |                |
| Amarildo 15’ | Marcatori | 65’ Bertarelli |

| Arbitro: | Pezzella (Frattamaggiore) |

|                                 |           |                              |
| Ermini 34’ Tovalieri 82’ (rig.) | Marcatori | 45’ (rig.) Bivi 88’ Sorbello |

| Arbitro: | Dinelli (Lucca) |

|                        |           |  |
| Lorenzini 13’ Lupo 36’ | Marcatori |  |

| Arbitro: | Rosica (Roma) |

|                      |           |  |
| Ganz 59’ (rig.), 94’ | Marcatori |  |

| Ancona 31 maggio 1992 36ª giornata | Ancona          | 0 – 0 | Cosenza | Stadio Dorico\| Arbitro: \| Cesari (Genova) \| |
| Arbitro:                           | Cesari (Genova) |       |         |                                                |

| Arbitro: | Lanese (Messina) |

|                |           |            |
| Turkyilmaz 26’ | Marcatori | 45’ Ermini |

| Arbitro: | Fabricatore (Roma) |

|  |           |                           |
|  | Marcatori | 2’ Dell'Anno 83’ Manicone |

### Coppa Italia

#### Turni preliminari
| Arbitro: | Collina (Bologna) |

|               |           |  |
| Bertarelli 9’ | Marcatori |  |

| Arbitro: | De Angelis (Civitavecchia) |

|  |           |               |
|  | Marcatori | 64’ Tovalieri |

| Arbitro: | Mughetti (Cesena) |

|                                                         |           |               |
| Lentini 27’, 56’ Casagrande 65’ (rig.) G. Bresciani 87’ | Marcatori | 3’ Bertarelli |

| Arbitro: | Arena (Ercolano) |

|                      |           |              |
| Tovalieri 14’ (rig.) | Marcatori | 75’ Venturin |